# Pasir (Pariaman Tengah)
Pasir is een bestuurslaag in het regentschap Pariaman van de provincie West-Sumatra, Indonesië. Pasir telt 1158 inwoners (volkstelling 2010).